# كونستانتسا
قُسْطَنْطَة أو قنسطنطة (بالرومانية: Constanţa، وبالتركية: كوستنجه/Köstence) مدينة تقع شرقي رومانيا، مرفأ هام والرئيس على البحر الأسود، عاصمة محافظة قسطنطة ضمن إقليم دبروجة. عدد السكان 310.471 نسمة حسب إحصاء 2002.

## التاريخ

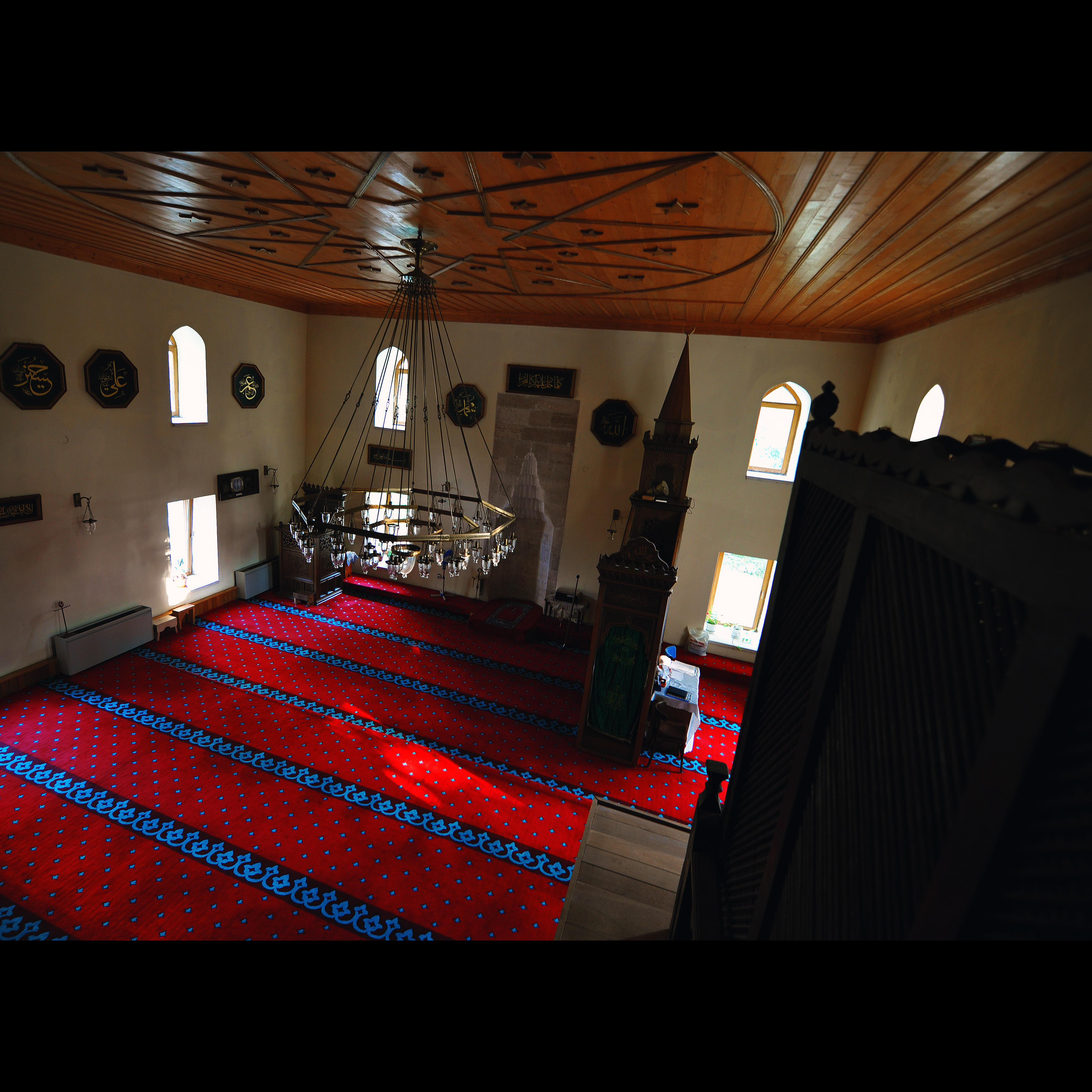
مسجد أسمهان ابنة السلطان سليم الثاني العثماني، والذي رُمّم حديثاً.

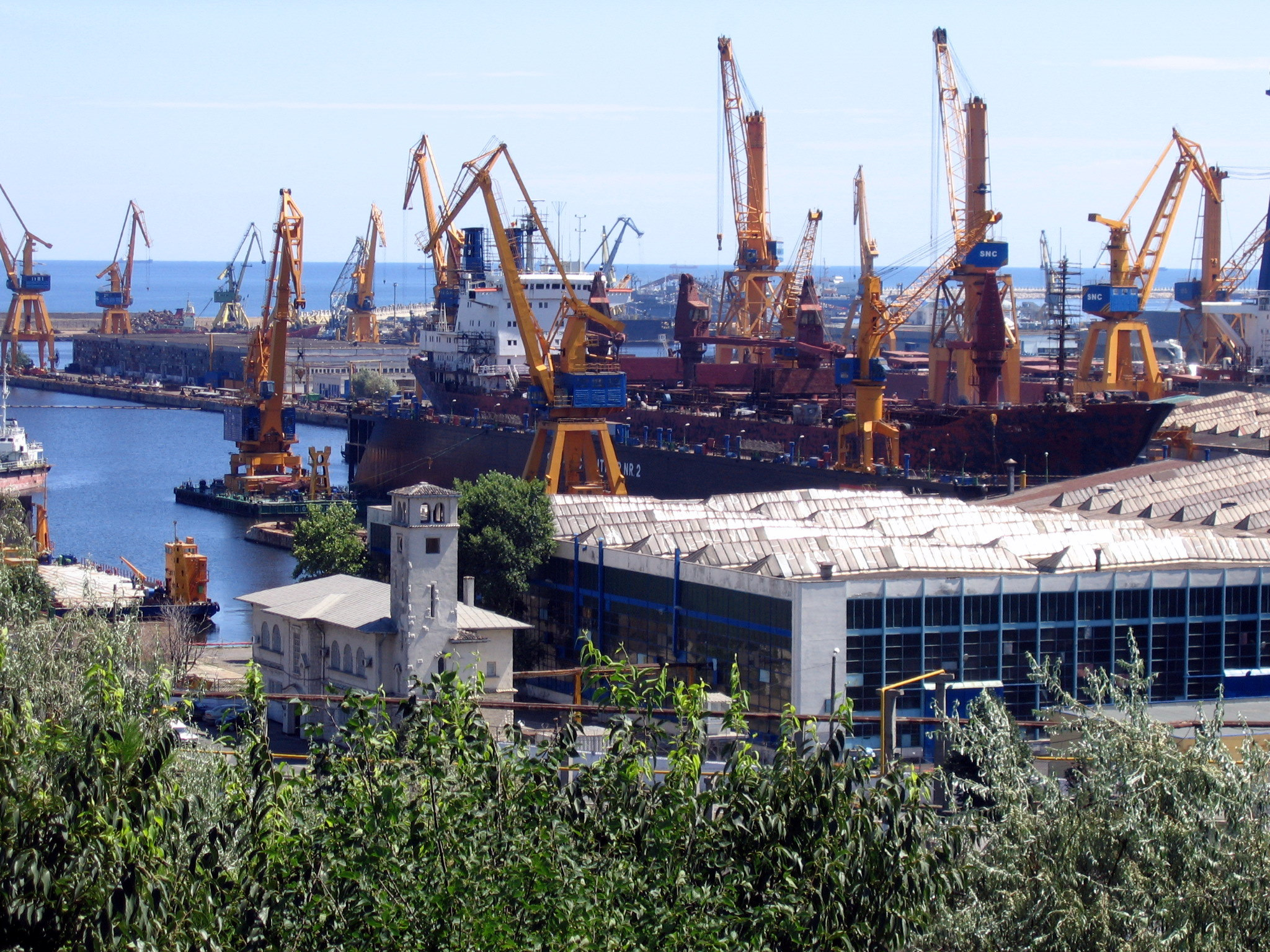
مرفأ المدينة.

تعتبر أقدم مدينة رومانية إذ يعود تاريخها حسب بعض الوثائق للعام 651 ق.م. حيث كانت مستعمرة إغريقية معروفة باسم «توميس» (Tomis), احتلها الرومان عام 71 ق.م. حيث سميت قسطنطينة Constantina) على اسم الأمبراطور قنسطنطين الكبير. في القرن الثالث عشر, كان البحر الأسود تحت سيطرة الطليان من جنوة حيث ازدهرت المدينة في عهدهم، ثم احتلها العثمانيون وفي الحرب الروسية -العثمانية (1877-1878) أصبحت ضمن الدولة الرومانية وكانت أهم مرفأ للدولة منذ وقتها حتى الآن.
يعتبر مرفأ قسطنطة الأكبر في البحر الأسود وفي المرتبة الرابعة في أوروبا. حيث تبلغ مساحته حوالي 40.000 كم مربع وطوله 30 كم .

## جغرافيا

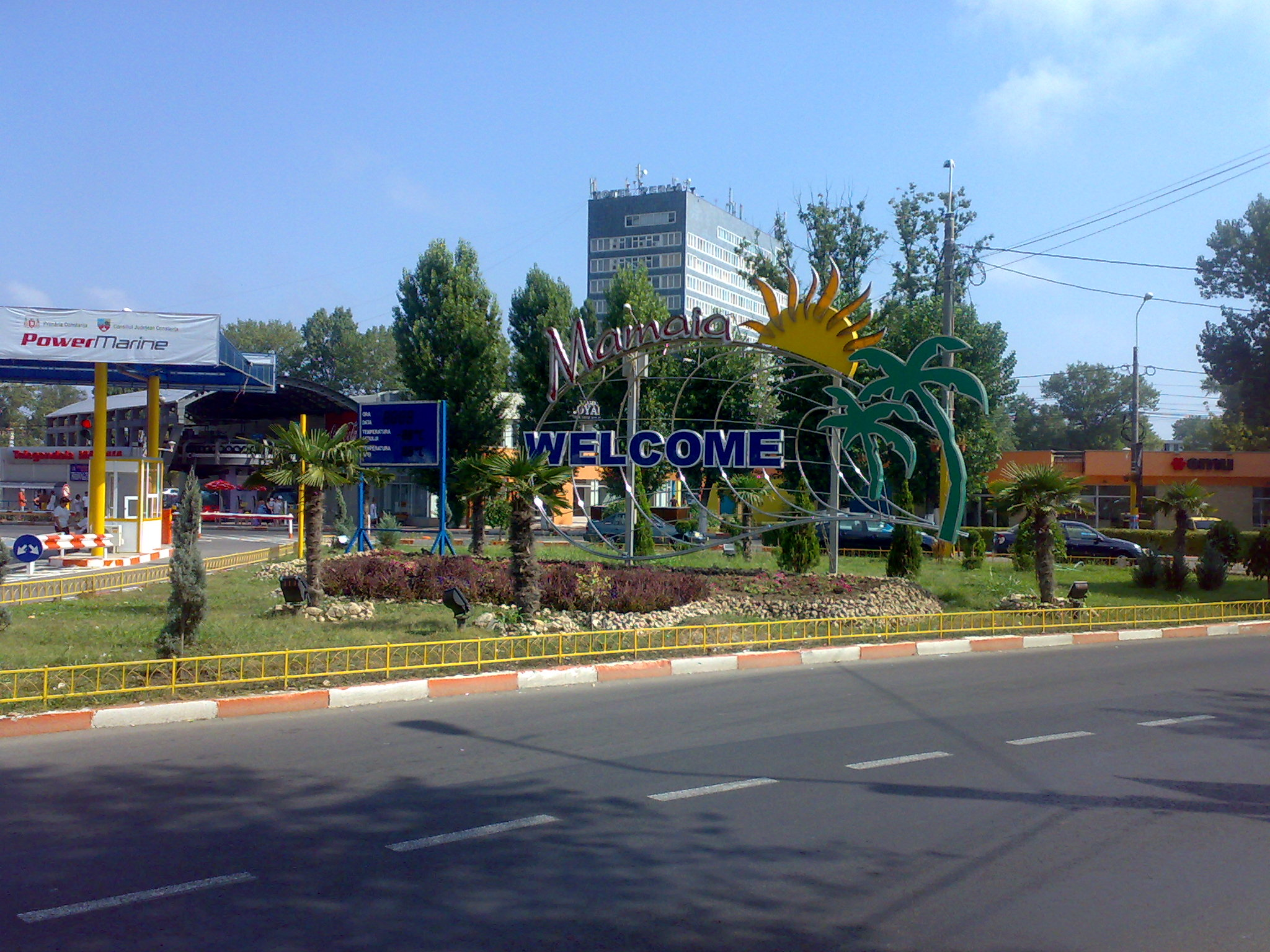
مامايا

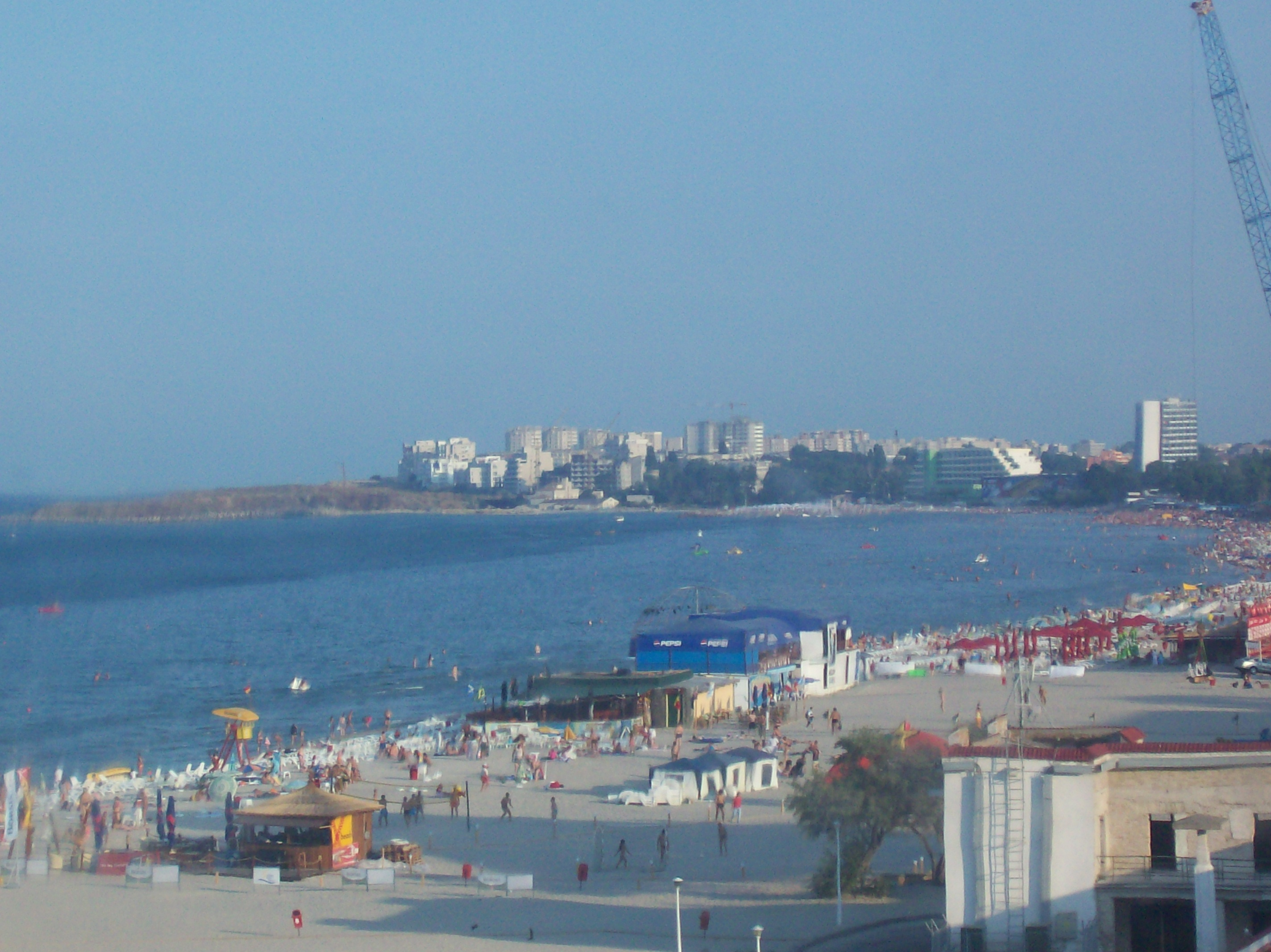
شاطئ مامايا

تقع مدينة قسطنطة على ساحل البحر الأسود ويبلغ طول الساحل 13 كيلومتر. مامايا يعتبر من أفضل وأحدث المنتجعات السياحية على الساحل الروماني.

## المدن المتؤامة
المدن الشقيقة لقسطنطة هي
- – أسطنبول، تركيا
- – أزمير، تركيا

## الأقتصاد
تعد مدينة قسطنطة مركز صناعي مهم، في بداية عام 2008 أسست في المدينة 3144 مصنع، والسياحة تعتبر فرع من أفرع الإقتصاد المهمة في المدينة.

## السكان
بلغ عدد سكان مدينة قسطنطة 314471 نسمة عام 2002.
الرومان : 286332 نسمة.
الأتراك :15673 نسمة.

### عدد السكان
| السنة | عدد السكان |
| ----- | ---------- |
| 1853  | 5,200      |
| 1879  | 10,419     |
| 1900  | 13,000     |
| 1910  | 27,000     |
| 1930  | 59,000     |
| 1950  | 80,000     |
| 1970  | 172,000    |
| 1985  | 319,000    |
| 1992  | 350,581    |
| 2002  | ▼ 310,471  |
| 2006  | ▼ 306,200  |
| 2007  | ▼ 304,900  |
| 2008  | ▼ 303,712  |
| 2009  | ▼ 302,040  |

## الديانة

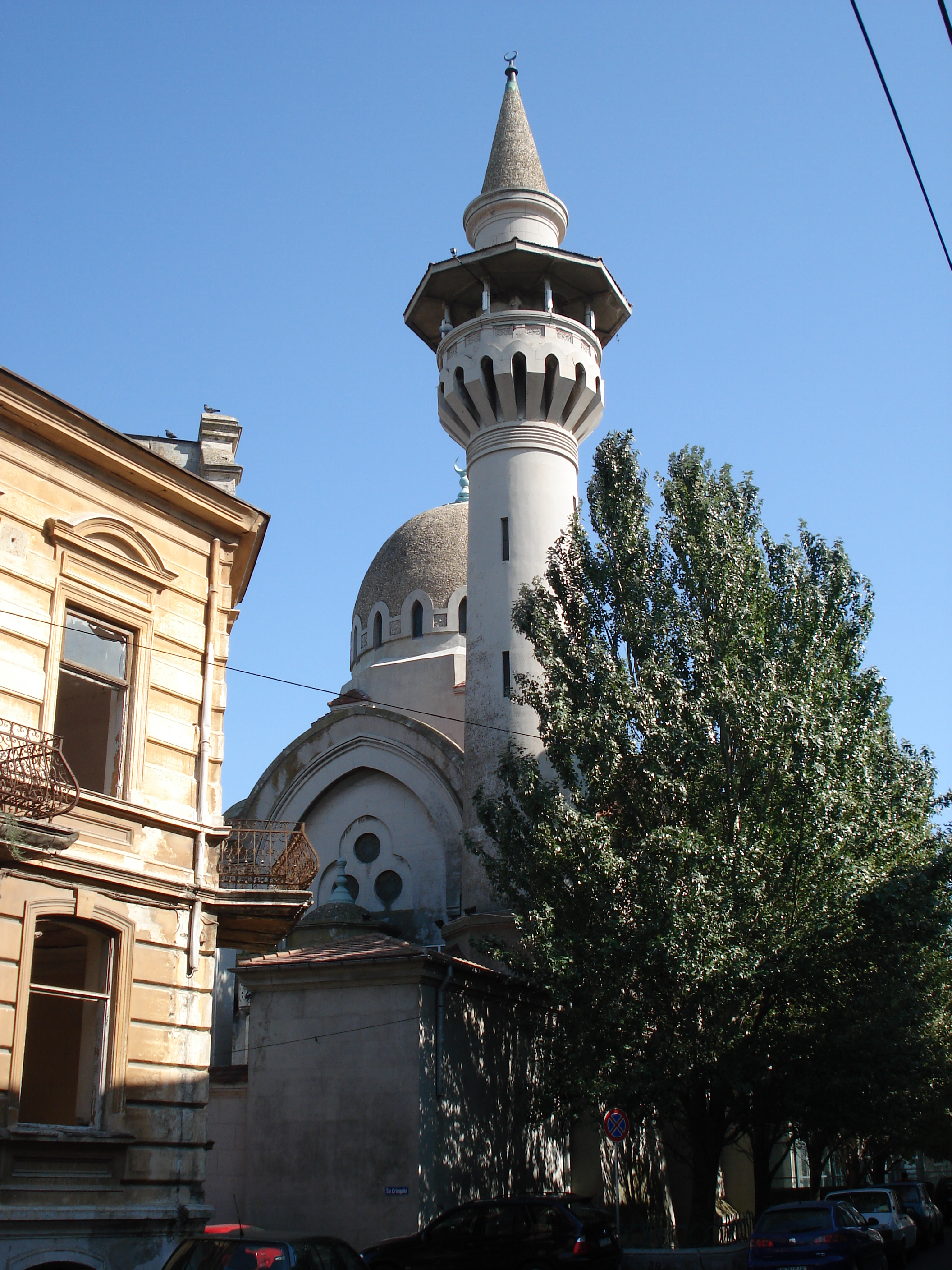
ماذنة مسجد

يدين معظم السكان بالمسيحية في المدينة ويبلغ عدد المسيحين حوالي 300,000.
وينتشر الإسلام في المدينة وهم بقايا الأتراك منذ الحرب على رومانيا زمن الخلافة العثمانية وعددهم حوالي 18245 مسلم ما يشكل 5.7% من السكان. ويوجد في المدينة أربعة مساجد.